# 國道105號 (印度)
國道105號（英語：National Highway 105，簡稱NH105）是一條連接著印度比哈爾邦達爾邦格阿和賈伊納加爾的國道，全長66公里（41英里）並完全位於比哈爾邦境內。該國道途徑的城鎮包括希爾馬、拉達里、基奧蒂、阿溫什、拉希卡、普卡勞尼、卡普斯亞、洛哈、卡盧阿希和杜里帕蒂。

## 外部連結
- 印度國道系統地圖（页面存档备份，存于）